# Cratere Eusebia
Eusebia è un cratere sulla superficie di 4 Vesta.